# Grossulaar

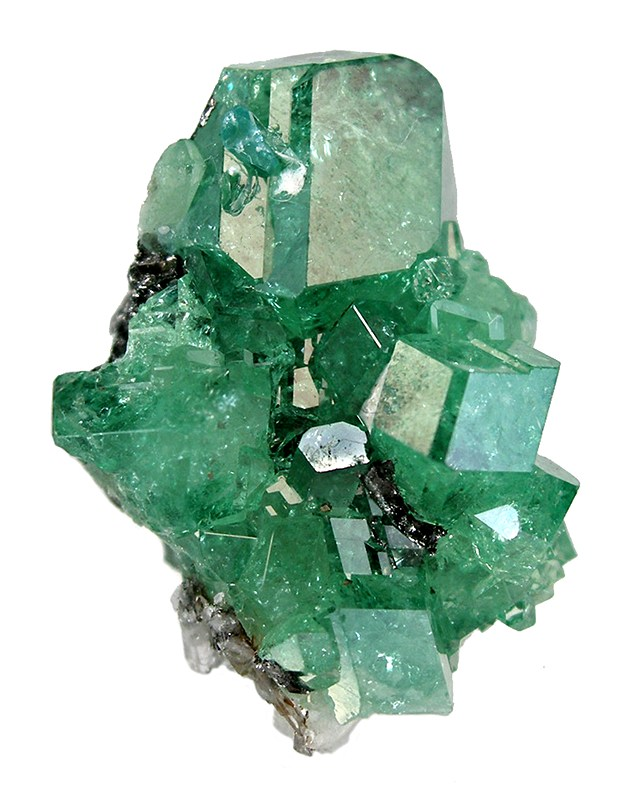
Groene grossulaar

Het mineraal grossulaar of grossulariet is een calcium-aluminium-silicaat met de chemische formule Ca3Al2(SiO4)3. Het nesosilicaat behoort tot de granaatgroep.

## Eigenschappen
Het kleurloze, groene, grijze, gele of bruine grossulaar heeft een glasglans, een bruinwitte streepkleur en de splijting van het mineraal is onduidelijk volgens een onbekend kristalvlak. De gemiddelde dichtheid is 3,57 en de hardheid is 6,5 tot 7,5. Het kristalstelsel is isometrisch en grossulaar is niet radioactief. De bruinoranje variëteit van grossulaar heet hessoniet, de smaragdgroene variant tsavoriet.

## Naamgeving
De naam van het mineraal grossulaar is afgeleid van het Latijnse grossularia, dat "kruisbes" betekent.

## Voorkomen
Grossulaar is een granaat en komt als zodanig voor in sterk gemetamorfoseerde gesteenten. De typelocatie is gelegen op het eiland Mull in Schotland. Het wordt ook gevonden in de Val d'Aosta, Italië, in de Jeffrey mijn, Quebec, Canada en in de Sierra de la Cruz, Lago Jaco, Coahuila, Mexico.